# Anchialus
Anchialus (łac. Archidioecesis Anchialitanus) – stolica historycznej archidiecezji w Cesarstwie Rzymskim (prowincja Haemimontus), współcześnie w Bułgarii. Po raz pierwszy wzmiankowana w II wieku. W XIX w. została katolickim biskupstwem tytularnym, zaś w 1932 została podniesiona do rangi archidiecezji. Od 1965 nie posiada tytularnego arcybiskupa.

## Biskupi i arcybiskupi tytularni
| Lp. | Biskup                               | Funkcja                                                                                 | Od               | Do                |
| --- | ------------------------------------ | --------------------------------------------------------------------------------------- | ---------------- | ----------------- |
| 1   | Uladislao Javier Castellano          | biskup pomocniczy Córdoby (Argentyna)                                                   | 24 września 1892 | 12 września 1895  |
| 2   | Casimiro Piñera y Naredo             | administrator apostolski Barbastro (Hiszpania)                                          | 28 lutego 1896   | 28 listopada 1898 |
| 3   | Raffaele Filippo Presutti OFMCap     | wikariusz apostolski Arabii (Imperium Osmańskie)                                        | 13 września 1910 | 3 sierpnia 1914   |
| 4   | Henri Lécroart SJ                    | wikariusz apostolski Południowo-Wschodniego Zhili/Xianxian (Chiny)                      | 30 lipca 1917    | 17 sierpnia 1940  |
| 5   | Georges Cabana                       | arcybiskup koadiutor Saint-Boniface, następnie arcybiskup koadiutor Sherbrooke (Kanada) | 24 maja 1941     | 28 maja 1952      |
| 6   | Santiago Ricardo Vilanova y Meléndez | arcybiskup ad personam, emerytowany biskup Santa Ana (Salwador)                         | 11 sierpnia 1952 | 17 stycznia 1953  |
| 7   | Pierre Rivière                       | arcybiskup ad personam, emerytowany biskup Monako                                       | 13 maja 1953     | 7 listopada 1961  |
| 8   | Giacinto Ambrosi OFMCap.             | emerytowany arcybiskup Gorycja-Gradisca (Włochy)                                        | 19 marca 1962    | 26 września 1965  |